# Xerrac de dues mans

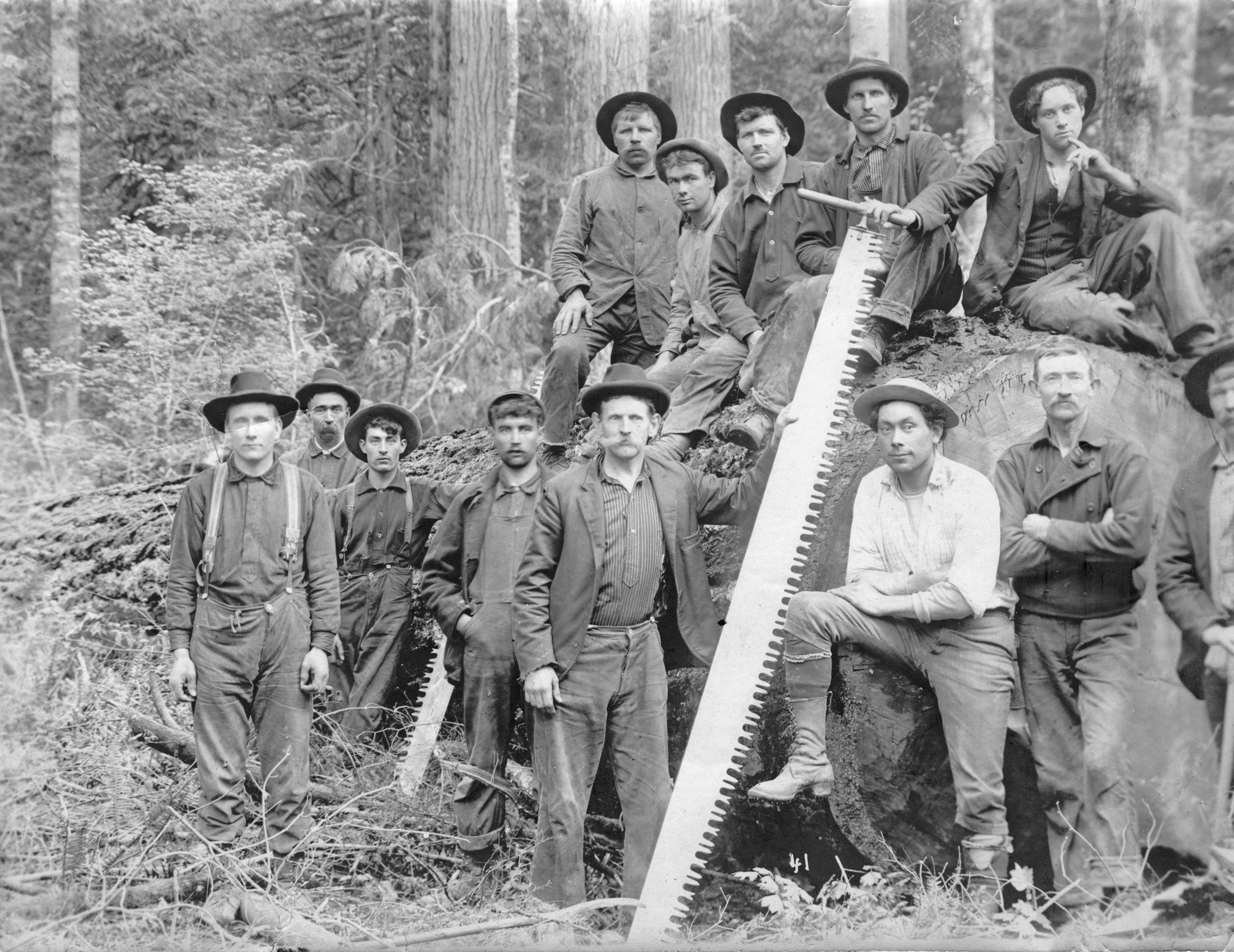
Xerrac de dues mans a Oregon

El xerrac de dues mans conegut també com a serra arborera o serra de trencar, és una serra de fulla ampla amb un mànec a cada extrem dissenyada per a tallar arbres, serrar troncs i fusta en diverses longituds, i per a afeblir peces de grans dimensions (troncs d'arbres, blocs de pedra tova). Es maneja per dos treballadors.
Mentre que algunes modernes serres mecàniques són tan grosses que requereixen ser manejades per dues persones, les serres arboreres eren fonamentalment importants quan s'utilitzava la força de l'home. Una serra d'aquest tipus podia mesurar entre 1 i 4 metres de llarg, i fins i tot de vegades 5 metres, amb un mànec a cada extrem. En alguns casos, com quan es talen sequoies gegants, les fulles de serra es podien soldar d'extrem a extrem, amb la finalitat de crear serres més llargues.
La tècnica del tall amb dos homes implicava que hi hagués un serrador a cada extrem. Junts, els serradors s'alternarien tirant de la serra a través de la fusta. Si el tall es començava a tancar, fet que dificultaria el moviment de la serra, s'inserien unes falques darrere de la fulla de serra per tal de mantenir obert el tall. El tall per sota d'un tronc suspès, anomenat "trossejament per baix", també podria haver estat utilitzat si la unió convertia en un gran problema.
S'han fet servir moltes variants en el disseny, però totes s'inclouen principalment en dos tipus. Les serres de tala van ser utilitzades per a talar els arbres, i les serres de trossejament s'utilitzen per a tallar arbres talats per a obtenir fusta. Les dues aplicacions requereixen dissenys lleugerament diferents: una serra de tala té una fulla més estreta, el que permet inserir les falques més fàcilment, mentre que una serra de trossejament té una fulla més ampla, un fet que li dona més força.
Les serres arboreres estaven dissenyades per a tallar en ambdues direccions. El curós disseny de les dents feia necessari netejar les serradures durant el tall.
Els xerracs de dues mans ja eren coneguts pels antics romans, però no es van fer comuns a Europa fins a mitjans del segle xv. Als Estats Units, es van utilitzar serres arboreres ja des de mitjans del segle xvii, però les serres arobreres només van començar a reemplaçar les destrals de tala d'arbres al segle xix.